# Tencent Animation and Comics
Tencent Animation and Comics (腾讯动漫 en chino) es un sitio web que ofrece servicios de animación y cómics propiedad de Tencent, fue creada el 12 de marzo de 2012. Tencent Animation and Comics fue nombrada en el 2019 en la lista de Forbes de las compañías más innovadoras de China.

## Historia
El servicio inicio sus operaciones el 12 de marzo de 2012. El marzo de 2015 Tencent Animation and Comics anuncio la introducción de 200 novelas ligeras japonesas y 500 mangas en el UP2015 Tencent Interactive Entertainment Annual Launch incluyendo los derechos de distribución de One Piece, Naruto y Reborn!. El 10 de julio, Tencent lanzó una aplicación para la creación de e-books en colaboración con Kadokawa Corporation para presentar light fictions japoneses. Los primeros trabajos fueron To Aru Majutsu no Index y Durarara!!. El 17 de septiembre de 2015, Tencent estableció una subsidiaria de propiedad total de Tencent Pictures en Pekín. Además anunció que la plataforma de animación Tencent tiene más de 20.000 obras de historietas, autores certificados más de 9.000, autores firmados casi 500 personas, más de 40 cómics hacen clic en más de 100 millones.

## Publicación
Tencent paga a los escritores de cómics con tarifas más básicas. En las premiaciones, la plataforma de animación Tencent creó el concurso original de animación y del premio a los cómics estrella, el ganador final de los concursantes y además de recompensar materiales de dibujo, pero también de la orientación de los profesionales de la animación japonesa y de las oportunidades laborales directas. En 2015, Tencent lanzó el programa Dream Chase, que recompensa las obras recién subidas con un mínimo de 100 yuanes, y un incentivo de 800 yuanes para que los autores experimentados actualicen una cierta cantidad de obras cada mes.

## Operaciones
Tencent capacita y observa la preproducción de cómics, el trabajo madura utilizando un modelo comercial común, que incluye implantación de imagen, promoción conjunta y publicidad. Cuando la obra tiene una amplia base de seguidores se puede empezar a adaptar la licencia. Algunos cómics necesitan pagar para leer, algunos cómics VIP pueden leerse gratis, otros para comprar cómics pagados y otros para disfrutar de un 20% de descuento, por lo que Tencent también lanzó la división de animación VIP de cómics de pagos y de cómics gratuitos.